# Chon Jong-won

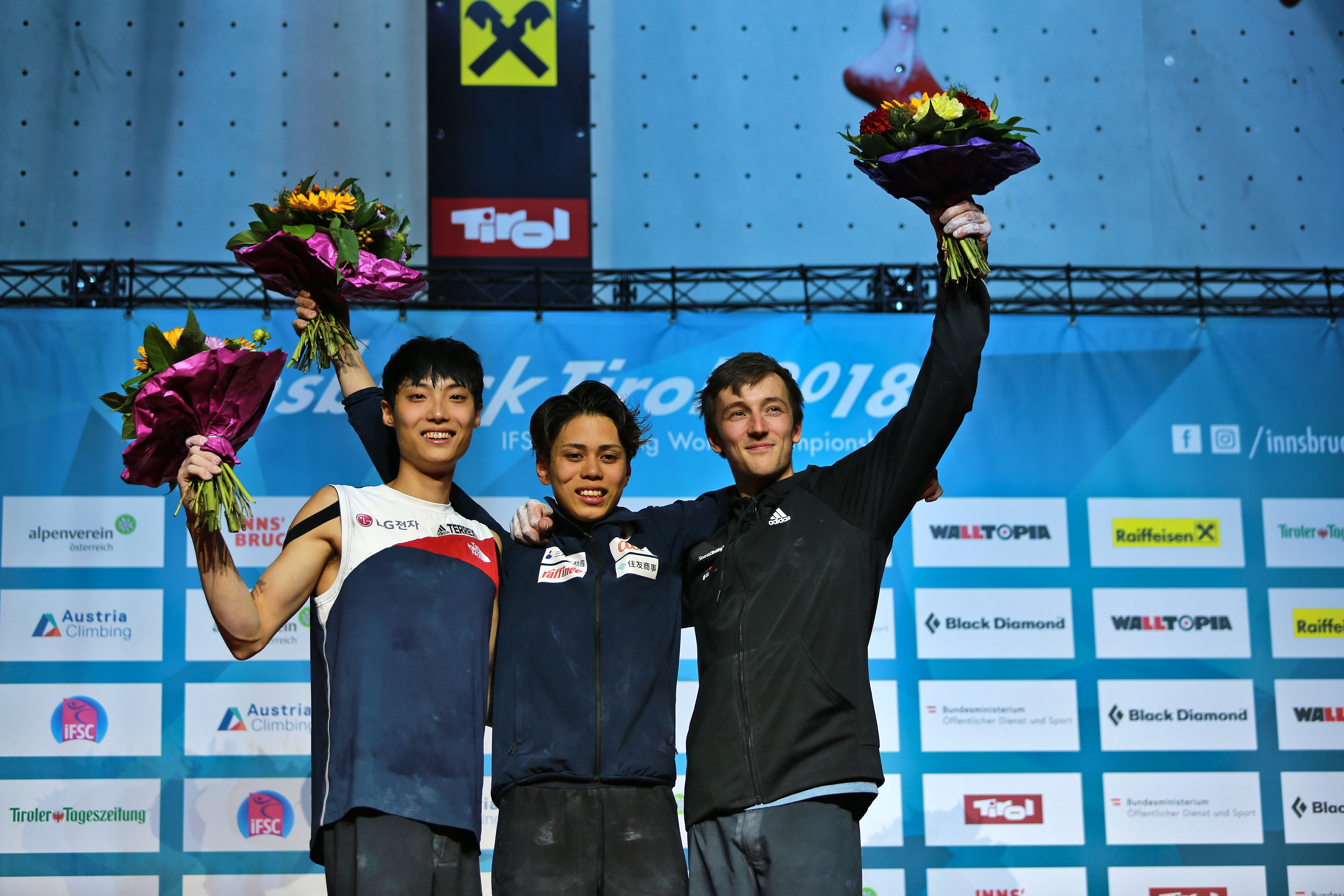
MŚ 2018 Podium w boulderingu. Od lewej; Chon Jong-won KOR (2 m.), Kai Harada JPN (1 m.) oraz Gregor Vezonik SLO (3 m.).

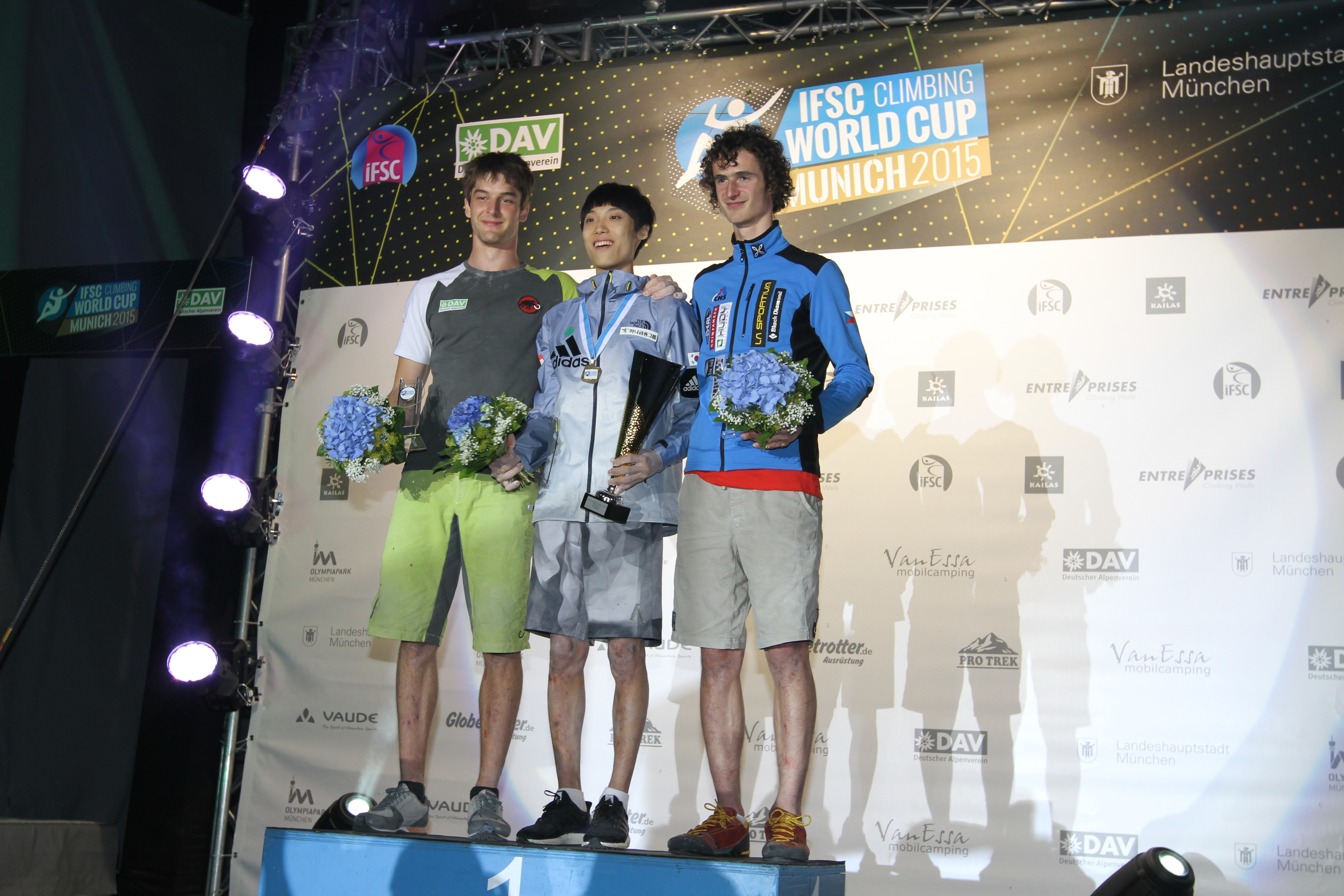
Puchar Świata 2015. Monachium. Podium w boulderingu. Od lewej stoją; Jan Hojer GER (2 m.), Chon Jong-won KOR (1 m.) oraz Adam Ondra CZE (3 m.).

Chon Jong-won (Hangul: kor. 천종원, ur. 7 lutego 1996 w Seulu) – południowokoreański wspinacz sportowy. Specjalizuje się w boulderingu, prowadzeniu oraz we wspinaczce łącznej. Wicemistrz świata we wspinaczce sportowej w konkurencji boulderingu z mistrzostw w 2018 w Innsbrucku.

## Kariera
Wicemistrz świata z 2018 w boulderingu z Innsbrucka w finale przegrał z Japończykiem Kai Haradą. W 2019 w japońskim Hachiōji brał w mistrzostwa świata, gdzie w konkurencji wspinaczki łącznej zajął 20. miejsce. Wywalczona lokata nie pozwoliła uzyskać kwalifikacji olimpijskiej we wspinaczce sportowej na IO 2020 w Tokio, również w Tuluzie na światowych kwalifikacjach do IO 2020 bez powodzenia ubiegał się o awans na igrzyska, zajął dopiero 17. miejsce.
Brązowy medalista Mistrzyni Azji z 2016 w boulderingu. Zwycięzca igrzysk azjatyckich w Dżakarcie w 2018 - we wspinaczce łącznej.
Uczestnik, medalista festiwalu wspinaczkowego Rock Master, który corocznie odbywa się na słynnych ścianach wspinaczkowych w Arco, gdzie była zapraszana przez organizatora zawodów. W 2017 na tych zawodach wspinaczkowych zdobył złoty medal w konkurencji bouldering.

## Osiągnięcia

### Mistrzostwa świata
| Konkurencje       | 2014 | 2016 | 2018 | 2019 |
| Bouldering        | 35   | 9    | 2    | 12   |
| Prowadzenie       | —    | —    | 33   | 24   |
| Wsp. na czas      | —    | —    | 110  | 33   |
| Wspinaczka łączna | —    | —    | 10   | 20   |

### Igrzyska azjatyckie
| Konkurencje | 2018 |
| Wsp. łączna | 1    |

### Mistrzostwa Azji
| Konkurencje       | 2016 | 2018 |
| Bouldering        | 3    | 9    |
| Prowadzenie       | —    | 9    |
| Wsp. na czas      | —    | 27   |
| Wspinaczka łączna | —    | 8    |

### Rock Master
| Konkurencje | 2017 |
| Bouldering  | 1    |